# IC 5108
IC 5108 — галактика типу SBc () у сузір'ї Індіанець.
Цей об'єкт міститься в оригінальній редакції індексного каталогу.